# Küçükkonak, Horasan
Küçükkonak là một xã thuộc huyện Horasan, tỉnh Erzurum, Thổ Nhĩ Kỳ. Dân số thời điểm năm 2011 là 247 người.